# Olival (Vila Nova de Gaia)
Olival é uma vila portuguesa que foi sede da extinta Freguesia de Olival do Município de Vila Nova de Gaia, freguesia que tinha 7,96 km² de área e 5 812 habitantes (2011), donde uma densidade populacional de 730,2 hab/km².
A partir de 29 de Setembro de 2013, a Freguesia de Olival foi extinta tendo sido agregada a Sandim, Lever e Crestuma para criar a nova União de Freguesias de Sandim, Olival, Lever e Crestuma.
Por sua vez, a povoação de Olival foi elevada à categoria de vila em 19 de Abril de 2001.
É rica em fontes e minas de água. É atravessada pelo rio Febros, na sua maior parte. Existiram, no passado, excelentes prados nas suas margens, para pastagem, assim como, moinhos ao longo do seu curso. A vegetação predominante é o pinhal e o eucaliptal, coexistindo, ainda, castanheiros, carvalhos, salgueiros e árvores de fruto. O terreno é fértil e de regadio. Existem ainda algumas quintas, das quais algumas transformadas em explorações de gado suíno e bovino.
O seu nome deriva de Ulvar ou Ulval, designação antiga para Olival. A sua actual extensão foi no passado dividida por várias regiões administrativas, desde Coimbra até Bragança.

## População
| População da freguesia de Olival | População da freguesia de Olival | População da freguesia de Olival | População da freguesia de Olival | População da freguesia de Olival | População da freguesia de Olival | População da freguesia de Olival | População da freguesia de Olival | População da freguesia de Olival | População da freguesia de Olival | População da freguesia de Olival | População da freguesia de Olival | População da freguesia de Olival | População da freguesia de Olival | População da freguesia de Olival |
| -------------------------------- | -------------------------------- | -------------------------------- | -------------------------------- | -------------------------------- | -------------------------------- | -------------------------------- | -------------------------------- | -------------------------------- | -------------------------------- | -------------------------------- | -------------------------------- | -------------------------------- | -------------------------------- | -------------------------------- |
| 1864                             | 1878                             | 1890                             | 1900                             | 1911                             | 1920                             | 1930                             | 1940                             | 1950                             | 1960                             | 1970                             | 1981                             | 1991                             | 2001                             | 2011                             |
| 1 295                            | 1 367                            | 1 616                            | 1 718                            | 1 969                            | 1 939                            | 2 260                            | 2 397                            | 2 631                            | 3 155                            | 3 731                            | 4 523                            | 5 444                            | 5 616                            | 5 812                            |

| Distribuição da População por Grupos Etários | Distribuição da População por Grupos Etários | Distribuição da População por Grupos Etários | Distribuição da População por Grupos Etários | Distribuição da População por Grupos Etários | Distribuição da População por Grupos Etários | Distribuição da População por Grupos Etários | Distribuição da População por Grupos Etários | Distribuição da População por Grupos Etários | Distribuição da População por Grupos Etários |
| -------------------------------------------- | -------------------------------------------- | -------------------------------------------- | -------------------------------------------- | -------------------------------------------- | -------------------------------------------- | -------------------------------------------- | -------------------------------------------- | -------------------------------------------- | -------------------------------------------- |
| Ano                                          | 0-14 Anos                                    | 15-24 Anos                                   | 25-64 Anos                                   | > 65 Anos                                    |                                              | 0-14 Anos                                    | 15-24 Anos                                   | 25-64 Anos                                   | > 65 Anos                                    |
| 2001                                         | 1 052                                        | 866                                          | 3 149                                        | 549                                          |                                              | 18,7%                                        | 15,4%                                        | 56,1%                                        | 9,8%                                         |
| 2011                                         | 953                                          | 698                                          | 3 326                                        | 835                                          |                                              | 16,4%                                        | 12,0%                                        | 57,2%                                        | 14,4%                                        |

Média do País no censo de 2001:  0/14 Anos-16,0%; 15/24 Anos-14,3%; 25/64 Anos-53,4%; 65 e mais Anos-16,4%
Média do País no censo de 2011:   0/14 Anos-14,9%; 15/24 Anos-10,9%; 25/64 Anos-55,2%; 65 e mais Anos-19,0%

## Geografia
Olival situa-se na margem esquerda do rio Douro, no extremo nascente do concelho de Gaia, fazendo fronteira com Crestuma, Sandim, Pedroso, Avintes e Seixezelo. A sul faz fronteira com Argoncilhe do concelho de Santa Maria da Feira. Dista 10 km da sede do concelho.

### Lugares
Além da vila de Olival, a antiga Freguesia de Olival ainda tinha as seguintes localidades: Ameal, Arnelas, Carvalho, Gondesende, Igreja, Lavadores, Lavadorinhos, Lebre, Moses, São Martinho de Olival, S. Miguel, Seixo-Alvo, Santa Isabel e São Vicente.

### Aspectos geo-morfológicos
O vale do Douro exerce uma grande influência no clima, permitindo uma fácil penetração de massas de ar húmidas vindas do Atlântico, que originam precipitações ao longo do seu percurso, nomeadamente, nesta zona nascente do concelho, onde nos encontramos.
No que diz respeito à constituição geológica, verifica-se o predomínio dos granitos e rochas do complexo xisto-grauváquico.
Dada a extensão, os granitos têm importantes reflexos na morfologia. Localizam-se numa faixa central do concelho, no sentido Noroeste/Sueste, apresentando diferenças quer no que respeita à composição química e mineralógica, quer no que respeita à textura e idade de formação.
Os materiais do complexo xisto-grauváquico ocupam uma extensa área do concelho, encontrando-se profundamente metamorfoseados, uma vez que foram afectados por um intenso metamorfismo regional, a que se somou a posterior intrusão dos granitos.

### Características climáticas
As temperaturas médias anuais situam-se entre os 3°C e os 22°C: o mês mais frio é o de Janeiro, com temperaturas médias na casa dos 8°C e o mais quente é o mês de Julho, com temperaturas médias de cerca de 20°C. A precipitação média anual é de 400 mm, ocorrendo os valores máximos em Dezembro e Janeiro; os meses mais secos são Julho e Agosto, com uma precipitação média de 50 mm.
O vale do Douro exerce uma grande influência no clima, permitindo uma fácil penetração de massas de ar húmidas vindas do Atlântico, que originam precipitações ao longo do seu percurso, nomeadamente, nesta zona nascente do concelho, onde nos encontramos.

### Aspectos hidrográficos
Existe uma direcção predominante da rede de drenagem no sentido Sul/Norte, que corresponde aos rios Febros e Uíma e seus afluentes. Estes dois rios são, por sua vez, afluentes do rio Douro, cuja direcção predominante é Este/Oeste

## Património
- Igreja Matriz de Olival
- Capela de São Mateus de Arnelas
- Cais de Arnelas
- Calçadas de Arnelas
- Antigas caves do vinho do Porto (Companhia Real Vinicola)
- Capela da Santa Isabel
- Capela de Nossa Senhora dos Remédios (Seixo-Alvo)
- Museu Alfaias Agrícolas do RF Danças e Cantares de Santa Maria de Olival
- Capelinha de S. Miguel
- Quinta do Ferraz
- Quinta do Casalinho
- Quinta do Paço de Arnelas
- Quinta do Outeirinho e do Moledo
- Quinta do Sebastião

## Colectividades e infraestruturas
- Centro de Treinos e Formação Desportiva PortoGaia (actual centro de treinos do Futebol Clube do Porto)
- Rancho Folclórico Danças e Cantares de Santa Maria de Olival
- Centro Popular de Trabalhadores de Arnelas
- Associação Recreativa e Cultural de Sta. Isabel
- Rancho Regional de Olival
- Fanfarra Recreativa e cultural de Olival
- Associação Juvenil e Desportiva de Olival
- Centro Cultural e Social de Olival

### Escolas
- Escola EB 2/3 de São Miguel Agrupamento
- Escola Secundária Diogo de Macedo
- Escola EB 1 e JI Infância Lavadores
- Escola EB 1 e JI Infância Arnelas
- Escola EB 1 de S. Miguel
- Escola EB 1 de Seixo Alvo
- Escola JI Infância de Gondezende
- Escola JI Infância de Seixo Alvo

### Olival na Internet
- http://viladeolival.blogspot.com/ Em falta ou vazio |título= (ajuda)
- http://www.facebook.com/group.php?v=photos&gid=231466717681#!/group.php?gid=399850031200 Em falta ou vazio |título= (ajuda)